# Shirley Jones

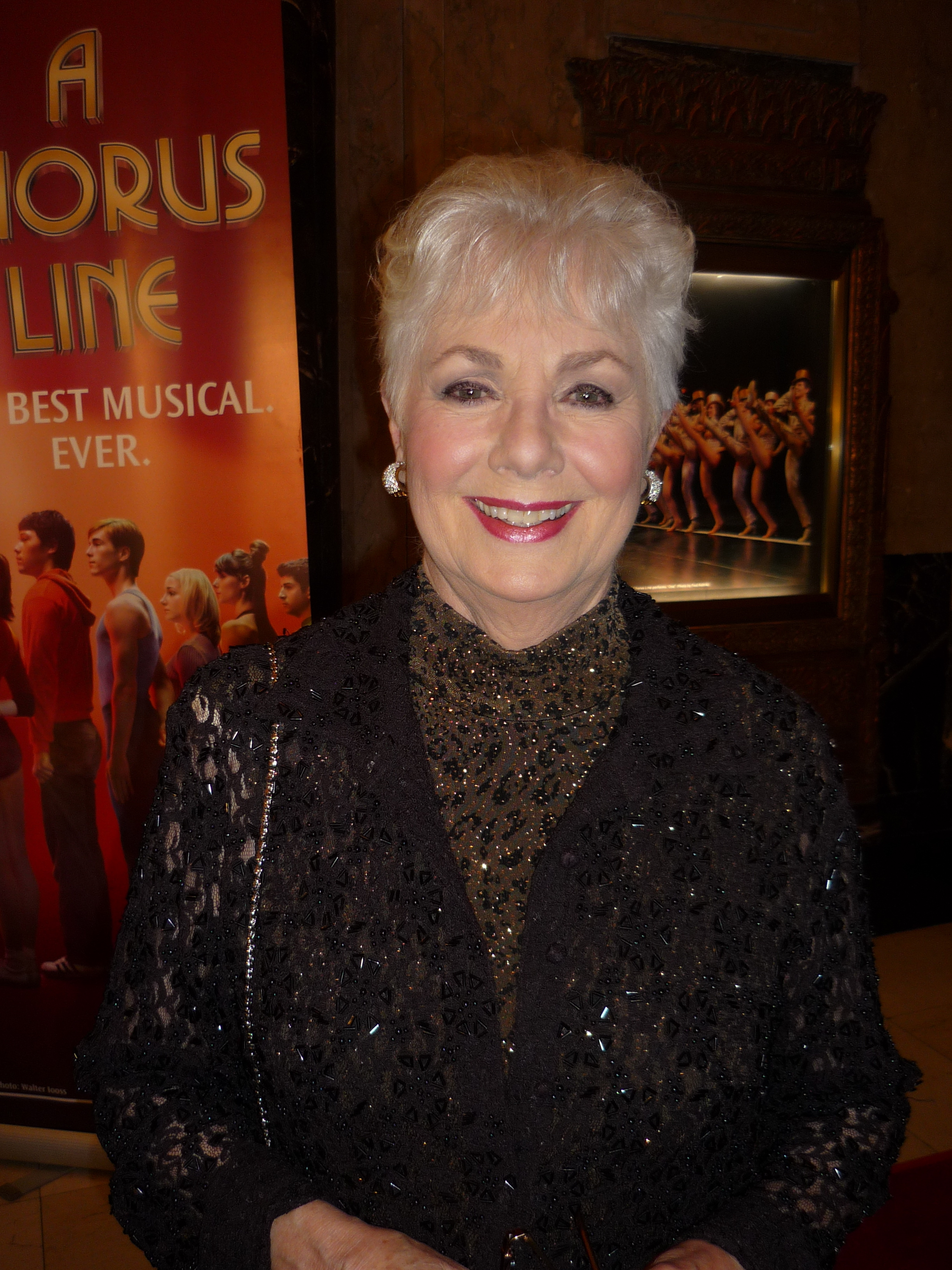
Shirley Jones (2010)

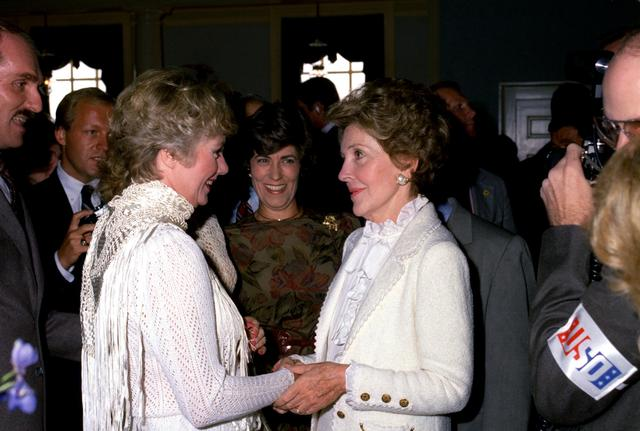
Shirley Jones (links) mit Nancy Reagan 1982

Shirley Mae Jones (* 31. März 1934 in Charleroi, Pennsylvania) ist eine US-amerikanische Schauspielerin bei Bühne, Kino und Fernsehen. Sie wurde in den 1950er-Jahren zunächst vor allem durch ihre Rollen in Musicalfilmen bekannt. 1961 erhielt sie für ihren Auftritt im Filmdrama Elmer Gantry den Oscar als Beste Nebendarstellerin. Große Popularität erreichte sie in den 1970er-Jahren als Mutter in der Fernsehserie The Partridge Family. 

## Leben
Sie wurde als einziges Kind des Mitbesitzers der mittelständischen Jones Brewing Company Paul Jones geboren. Die Eltern tauften sie auf den Namen Shirley nach Shirley Temple. 1952 schloss sie die Huntington High School ab und besuchte die Schauspielschule Pittsburgh Playhouse in Pittsburgh, Pennsylvania. Im selben Jahr gewann sie die Wahl zur „Miss Pittsburgh“. 1953 wurde sie in New York City bei einem Vorsingen für das Musical South Pacific von den Produzenten Richard Rodgers und Oscar Hammerstein entdeckt. Im selben Jahr erhielt sie in Hollywood die Rolle der Laurey Williams in der Filmadaption des Musicals Oklahoma!
Mit der Verfilmung des Musicals begann ihre Kinokarriere. Insgesamt drehte sie 32 Filme: Mit Gordon MacRae drehte sie die Verfilmung (1956) des Musicals Carousel. Sie stand mit David Niven und Marlon Brando für Zwei erfolgreiche Verführer vor der Kamera, filmte mit Henry Fonda und James Stewart Geschossen wird ab Mitternacht. 1961 erhielt sie einen Oscar als beste Nebendarstellerin in dem Film Elmer Gantry.

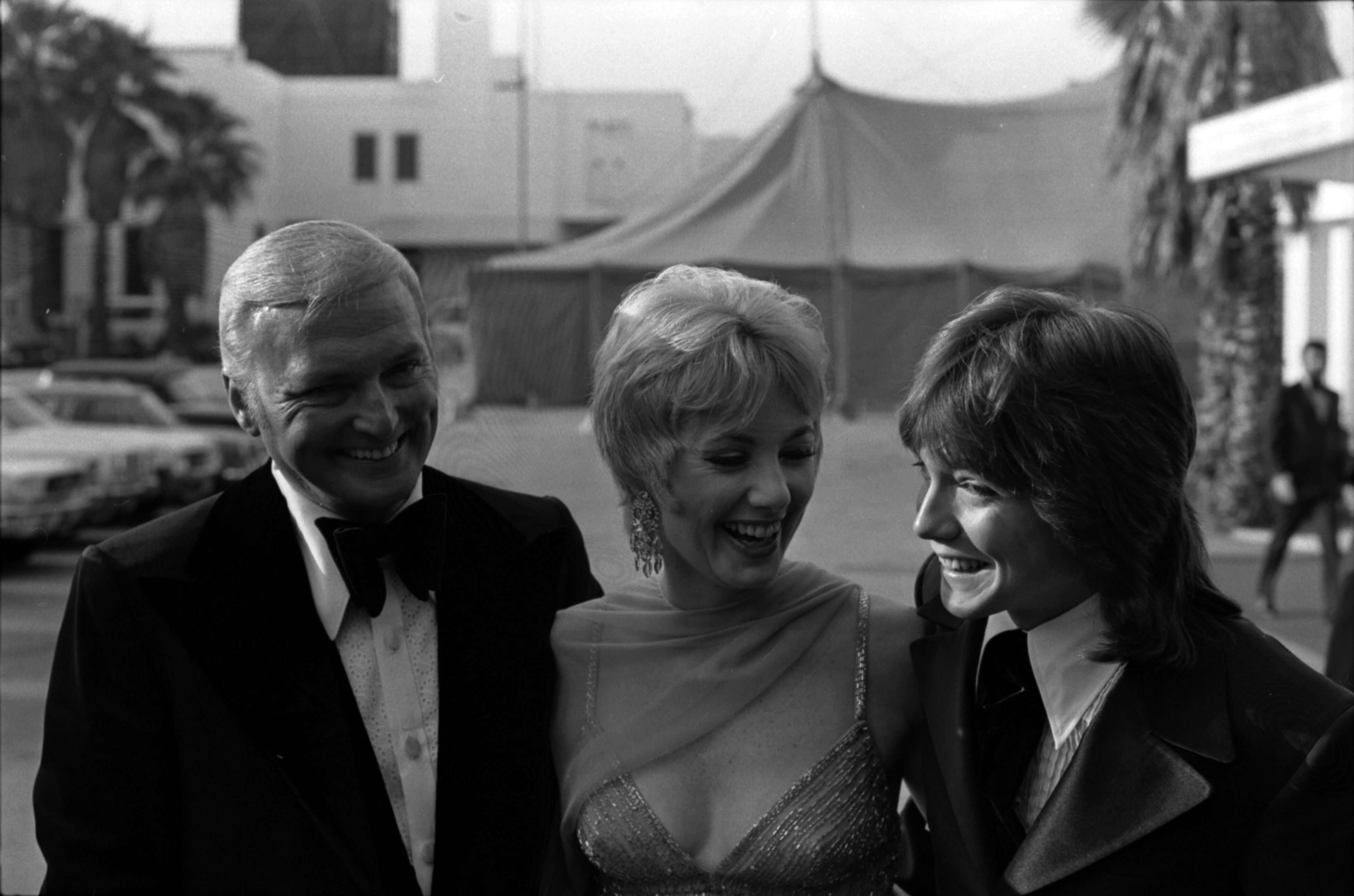
Jones mit ihrem Mann Jack Cassidy (links) und David Cassidy (1971)

Von 1970 bis 1974 spielte sie zusammen mit ihrem Stiefsohn David Cassidy in der Fernsehserie Die Partridge Familie. Es war ihre erste Fernsehrolle. Ihr war zuvor die Rolle der Mutter in Drei Mädchen und drei Jungen angeboten worden, die sie jedoch ablehnte. Die Rolle der alleinerziehenden Mutter Partridge und ihrer sechsköpfigen Familienband gefiel ihr besser und verschaffte ihr eine enorme Popularität. 1985 war sie für die Darstellung der Angehörigen eines Alzheimer-Patienten in There Were Times, Dear für einen Emmy nominiert.
Jones war in erster Ehe von 1956 bis 1974 mit dem Schauspieler Jack Cassidy verheiratet, mit dem sie drei Kinder hat: Shaun Paul, Patrick William und Ryan John. Alle drei arbeiten ebenfalls in der Unterhaltungsbranche. 1977 heiratete sie den Schauspieler Marty Ingels (1936–2015); 2002 wurde die Scheidung eingereicht. Am Cañon Drive in Beverly Hills betrieben beide gemeinsam das Schokoladengeschäft Edelweiss.
Im Juli 2013 erschienen Jones’ Memoiren Shirley Jones: A Memoir.

## Auszeichnungen (Auswahl)
Oscar
- 1961: Ausgezeichnet als Beste Nebendarstellerin für Elmer Gantry

Emmy
- 1970: Nominiert in der Kategorie Outstanding Single Performance by an Actress in a Leading Role für Silent Night, Lonely Night
- 2006: Nominiert in der Kategorie Outstanding Supporting Actress in a Miniseries or a Movie für Die Orangenpflückerin
- 2010: Nominiert in der Kategorie Outstanding Guest Actress in a Drama Series für The Cleaner

Golden Globe Award
- 1961: Nominiert in der Kategorie Beste Nebendarstellerin für Elmer Gantry
- 1963: Nominiert in der Kategorie Beste Hauptdarstellerin – Komödie oder Musical für Music Man
- 1971: Nominiert in der Kategorie Beste Serien-Hauptdarstellerin – Komödie oder Musical für Die Partridge Familie
- 1972: Nominiert in der Kategorie Beste Serien-Hauptdarstellerin – Komödie oder Musical für Die Partridge Familie

Laurel Award
- 1961: Ausgezeichnet als Beste Nebendarstellerin für Elmer Gantry

National Board of Review Award
- 1960: Ausgezeichnet als Beste Nebendarstellerin für Elmer Gantry

Hollywood Walk of Fame
- 1986: Stern in der Kategorie Film

## Filmografie (Auswahl)

### Kino
- 1955: Oklahoma!
- 1956: Karussell (Carousel)
- 1957: Junges Glück im April (April Love)
- 1959: Bobbikins
- 1960: Elmer Gantry
- 1960: Pepe – Was kann die Welt schon kosten (Pepe)
- 1961: Zwei ritten zusammen (Two Rode Together)
- 1962: Music Man (The Music Man)
- 1963: Vater ist nicht verheiratet (The Courtship of Eddie’s Father)
- 1963: Eine kitzlige Sache (A Ticklish Affair)
- 1964: Die teuflische Intrige (Dark Purpose)
- 1964: Zwei erfolgreiche Verführer (Bedtime Story)
- 1965: Fluffy
- 1965: In den Fängen der schwarzen Spinne (The Secret of My Success)
- 1969: Happy End für eine Ehe (The Happy Ending)
- 1970: Geschossen wird ab Mitternacht (The Cheyenne Social Club)
- 1972: Mord nach Maß (Endless Night)
- 1979: Jagd auf die Poseidon (Beyond the Poseidon Adventure)
- 1984: Der Tank (Tank)
- 1998: Gideon
- 2000: Shriek – Schrei, wenn du weißt, was ich letzten Freitag, den 13. getan habe (Shriek If You Know What I Did Last Friday the Thirteenth)
- 2002: Manna from Heaven
- 2004: Raising Genius
- 2006: Grandma’s Boy
- 2013: Family Weekend
- 2018: On the Wing
- 2021: Forgiven This Gun4hire

### Fernsehen
- 1950: Fireside Theatre (Folge 2x35)
- 1969: The Name of the Game (Folge 1x24)
- 1969: In einer Nacht wie dieser (Silent Night, Lonely Night)
- 1970–1974: Die Partridge Familie (The Patridge Family, 96 Folgen)
- 1975: Am Abgrund des Todes (The Lives of Jenny Dolan, Fernsehfilm)
- 1977: McMillan & Wife (Folge 6x03)
- 1978: Evening in Byzantium (Miniserie, 2 Folgen)
- 1979–1980: Shirley (13 Folgen)
- 1981: Gefangene Liebe (Inmates: A Love Story, Fernsehfilm)
- 1983: Love Boat (The Love Boat, 2 Folgen)
- 1983, 1987: Hotel (2 Folgen)
- 1988: The Slap Maxwell Story (5 Folgen)
- 1988, 1990: Mord ist ihr Hobby (Murder, She Wrote, 2 Folgen)
- 1991: Harrys Nest (Empty Nest, Folge 3x24 Rivalen unter heißer Sonne)
- 1994, 1995: Burkes Gesetz (Burke's Law, 2 Folgen)
- 1996, 1997: Diesmal für immer (Something So Right, 2 Folgen)
- 1997: Skip und die Farm der sprechenden Tiere (Dog’s Best Friend, Fernsehfilm)
- 1998: Melrose Place (Folge 7x09 Lexi wird das Kind schon schaukeln)
- 1998–1999: Drew Carey Show (The Drew Carey Show, 3 Folgen)
- 1999: Sabrina – Total Verhext! (Sabrina, the Teenage Witch, Folge 4x04)
- 2000: Die wilden Siebziger (That ’70s Show, Folge 3x02)
- 2003: Law & Order: Special Victims Unit (Folge 5x07 Entscheidung einer Mutter)
- 2006: Sesamstraße (Sesame Street, Folge 37x02)
- 2006: Monarch Cove (10 Folgen)
- 2008: Zeit der Sehnsucht (Days of Our Lives, 6 Folgen)
- 2009: The Cleaner (Folge 2x04)
- 2011–2014: Raising Hope (3 Folgen)
- 2012: Victorious (Folge 3x05 Auto, Regen, Feuer!)
- 2012: Meine Schwester Charlie (Good Luck Charlie, 2 Folgen)
- 2013: Cougar Town (2 Folgen)
- 2013: Hot in Cleveland (Folge 4x13)
- 2013: Zombie Night (Fernsehfilm)
- 2014: Hinter der Gartenmauer (Over the Garden Wall, Miniserie, 2 Folgen, Stimme)